# Groupe de cultivars

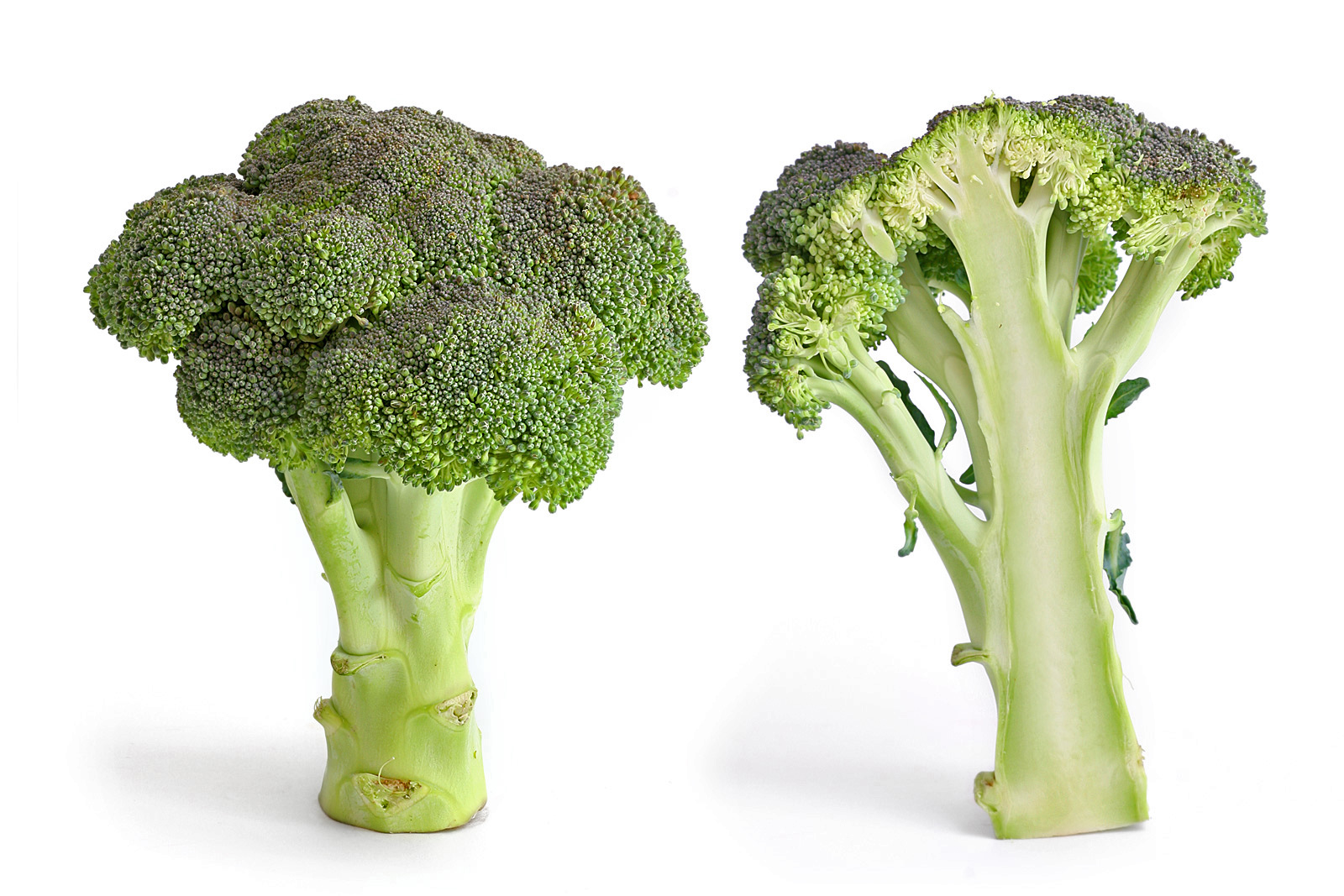
Brassica oleracea L. Groupe Cymosa

Un groupe de cultivars (dont le nom commence par Groupe) est un rang de la classification dans le cadre du Code international pour la nomenclature des plantes cultivées (Code des plantes cultivées) : 
Art. 3.1: "catégorie formelle pour des groupes de cultivars, des plantes seules ou des ensembles de plantes, sur la base de ressemblances définies.
Le terme « Groupe » (avec l'initiale G en lettre capitale) a été introduit dans l'édition de 2004 du Code des plantes cultivées, en remplacement de « Groupe de cultivars » de la version de 1995. 
Un groupe est défini par quelques caractéristiques communes ; par exemple, on peut avoir un groupe de cultivars à fleurs jaunes, un groupe de cultivars aux feuilles panachées, un groupe de cultivars résistant à une maladie particulière, etc. Un cultivar peut appartenir à plusieurs groupes (il peut, par exemple, être en même temps à fleurs jaunes, à feuilles panachées et résistant à une maladie donnée).
Code des plantes cultivées Art 9, Ex 10: « Solanum tuberosum 'Désirée' peut être rattachée au groupe des cultures principales et au Groupe des pommes de terre à peau rouge, puisque ces deux désignations peuvent être pratiques pour les acheteurs de pommes de terre... » [avec l'initiale en lettre capitale conformément au Code des plantes cultivées]
Un groupe se définit donc comme un ensemble de plantes qui partagent des caractéristiques intéressant le producteur ou le consommateur. Peu importe son origine génétique. C'est ce qui le distingue des catégories reconnues par le Code botanique (sub-species, varietas, forma), qui doivent être monophylétiques. Chez les plantes très sélectionnées, les hybridations ont été tellement nombreuses qu'il est vain de chercher à les dénommer par leur généalogie. L'important est qu'elles se ressemblent et qu'elles aient le même usage.
Les botanistes ont souvent donné des noms d'espèce ou de sous-espèce à ce type de groupes de plantes. On peut retenir l'épithète de ces noms pour créer des groupes. Par exemple, Tetradium hupehense, si on l'inclut dans Tetradium daniellii, devient Tetradium daniellii Groupe Hupehense.
Comme pour les noms de cultivars, chaque mot de l'épithète d'un nom de groupe s'écrit avec l'initiale en lettre capitale (Art. 20.3).